# Antiblemma barcas
Antiblemma barcas är en fjärilsart som beskrevs av William Schaus 1914. Antiblemma barcas ingår i släktet Antiblemma och familjen nattflyn. Inga underarter finns listade i Catalogue of Life.